# El Maíllo
El Maíllo é um município da Espanha na província de Salamanca, comunidade autónoma de Castela e Leão, de área 46,27 km² com população de 349 habitantes (2007) e densidade populacional de 8,45 hab/km².

## Demografia
| Variação demográfica do município entre 1991 e 2004 | Variação demográfica do município entre 1991 e 2004 | Variação demográfica do município entre 1991 e 2004 | Variação demográfica do município entre 1991 e 2004 |
| --------------------------------------------------- | --------------------------------------------------- | --------------------------------------------------- | --------------------------------------------------- |
| 1991                                                | 1996                                                | 2001                                                | 2004                                                |
| 476                                                 | 473                                                 | 406                                                 | 392                                                 |